# Saint-Germain-de-Clairefeuille
Pour les articles homonymes, voir Saint-Germain.
Saint-Germain-de-Clairefeuille est une commune française, située dans le département de l'Orne en région Normandie, peuplée de 132 habitants.

## Géographie
La commune est aux confins sud du pays d'Ouche et du pays d'Auge. Son bourg est à 4 km à l'ouest du Merlerault, à 7 km au sud-est d'Exmes, à 11 km au sud-ouest de Gacé, à 13 km au nord-est de Sées et à 23 km à l'est d'Argentan.
| Ginai                | Croisilles                     | Ménil-Froger  |
| Ginai, Nonant-le-Pin | Saint-Germain-de-Clairefeuille | Ménil-Froger  |
| Nonant-le-Pin        | Nonant-le-Pin                  | Le Merlerault |

### Hydrographie
La commune est située dans le bassin Seine-Normandie. Elle est drainée par l'Ure, la Dieuge, le fossé 01 des Cotières, le fossé 01 des Grandes Crières, le fossé 02 de la commune de Ginai, le fossé 02 du Colombier et le fossé 03 du Douit,,.
L'Ure, d'une longueur de 30 km, prend sa source dans la commune de Ménil-Froger et se jette  dans l'Orne à Argentan, après avoir traversé neuf communes. 
La Dieuge, d'une longueur de 16 km, prend sa source dans la commune de Merlerault-le-Pin et se jette  dans l'Ure à Gouffern en Auge, après avoir traversé six communes. 

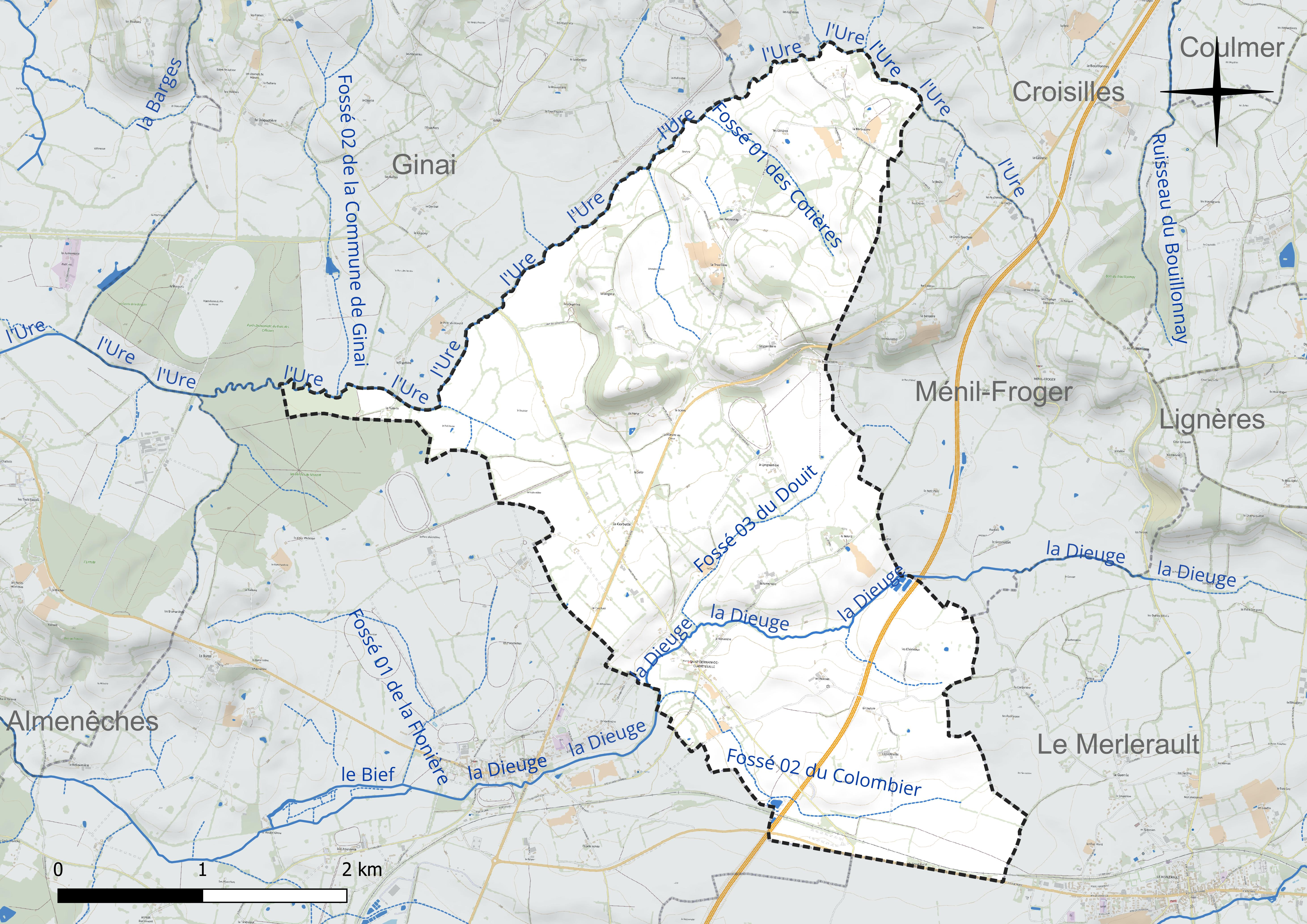
Réseau hydrographique de Saint-Germain-de-Clairefeuille.

### Climat
Pour des articles plus généraux, voir Climat de la Normandie et Climat de l'Orne.
En 2010, le climat de la commune est de type climat océanique dégradé des plaines du Centre et du Nord, selon une étude du CNRS s'appuyant sur une série de données couvrant la période 1971-2000. En 2020, Météo-France publie une typologie des climats de la France métropolitaine dans laquelle la commune est dans une zone de transition entre le climat océanique et le climat océanique altéré et est dans la région climatique Normandie (Cotentin, Orne), caractérisée par une pluviométrie relativement élevée (850 mm/a) et un été frais (15,5 °C) et venté. Parallèlement le GIEC normand, un groupe régional d’experts sur le climat, différencie quant à lui, dans une étude de 2020, trois grands types de climats pour la région Normandie, nuancés à une échelle plus fine par les facteurs géographiques locaux. La commune est, selon ce zonage, exposée à un « climat des plateaux abrités », se caractérisant par une pluviométrie et des contraintes thermiques modérées mais aussi, par effet de continentalité, des températures plus contrastées qu'au nord dans la plaine de Caen, avec communément 10 à 15 jours par an de plus de froid en hiver et de chaleur en été.
Pour la période 1971-2000, la température annuelle moyenne est de 9,9 °C, avec une amplitude thermique annuelle de 13,9 °C. Le cumul annuel moyen de précipitations est de 775 mm, avec 12,2 jours de précipitations en janvier et 8,2 jours en juillet. Pour la période 1991-2020, la température moyenne annuelle observée sur la station météorologique la plus proche, située sur la commune du Merlerault à 4 km à vol d'oiseau, est de 0,0 °C et le cumul annuel moyen de précipitations est de 0,0 mm,. Pour l'avenir, les paramètres climatiques de la commune estimés pour 2050 selon différents scénarios d’émission de gaz à effet de serre sont consultables sur un site dédié publié par Météo-France en novembre 2022.

## Urbanisme

### Typologie
Au 1er janvier 2024, Saint-Germain-de-Clairefeuille est catégorisée commune rurale à habitat très dispersé, selon la nouvelle grille communale de densité à sept niveaux définie par l'Insee en 2022.
Elle est située hors unité urbaine et hors attraction des villes,.

### Occupation des sols
L'occupation des sols de la commune, telle qu'elle ressort de la base de données européenne d’occupation biophysique des sols Corine Land Cover (CLC), est marquée par l'importance des territoires agricoles (97 % en 2018), une proportion identique à celle de 1990 (97 %). La répartition détaillée en 2018 est la suivante : 
prairies (62,6 %), terres arables (34,4 %), forêts (3 %). L'évolution de l’occupation des sols de la commune et de ses infrastructures peut être observée sur les différentes représentations cartographiques du territoire : la carte de Cassini (XVIIIe siècle), la carte d'état-major (1820-1866) et les cartes ou photos aériennes de l'IGN pour la période actuelle (1950 à aujourd'hui).

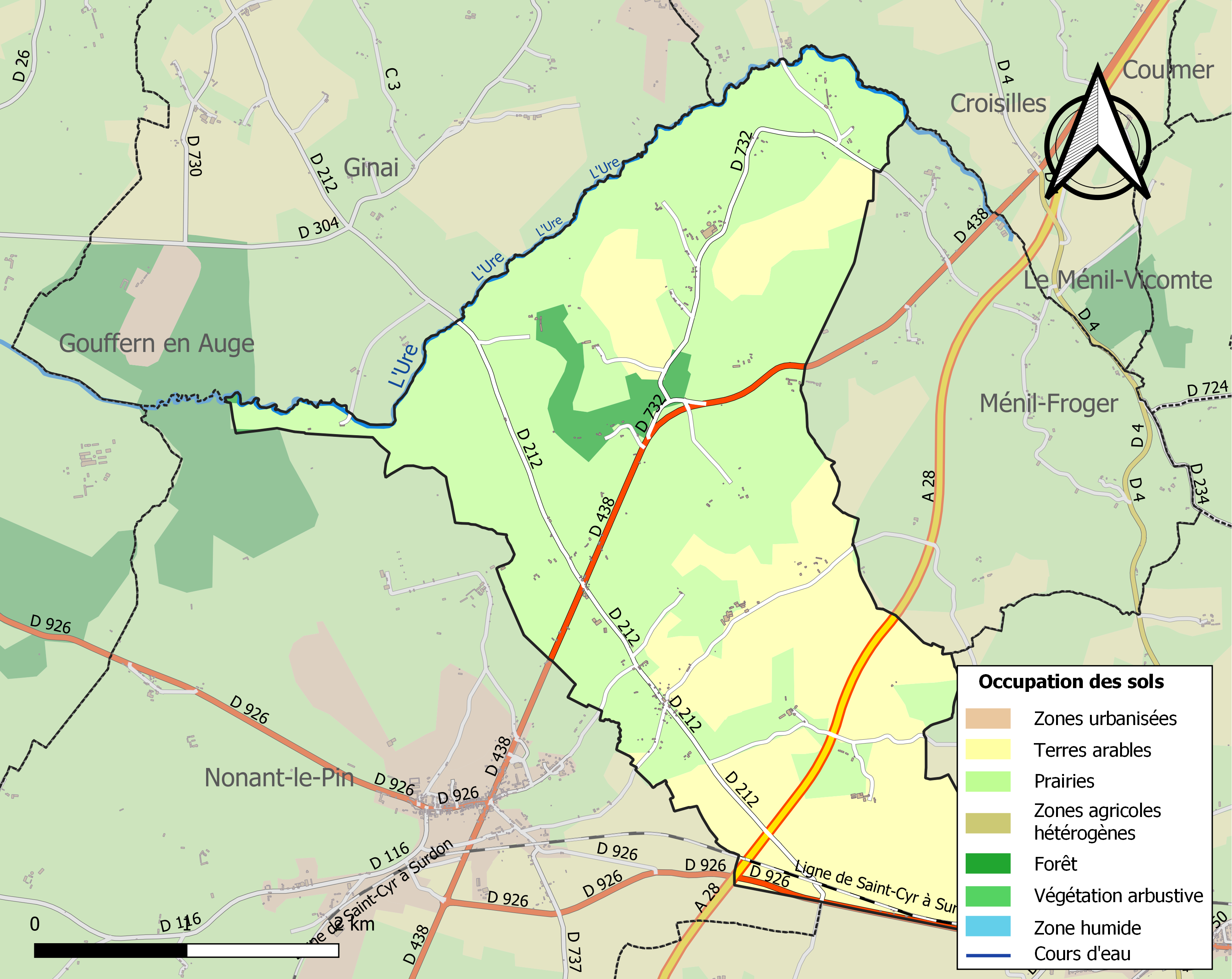
Carte des infrastructures et de l'occupation des sols de la commune en 2018 (CLC).

## Toponymie
Le nom de la localité est attesté sous les formes Saint Germain de Clairefeuille en 1793, Saint-Germain-Clairefeuille en 1801.
La paroisse et son église sont dédiées à Germain, évêque d’Auxerre au Ve siècle. Selon René Lepelley Clairefeuille n'a rien d'autre pour origine que claire feuille.
Le gentilé est Germinois.

## Politique et administration
| Période                                  | Période        | Identité                     | Étiquette | Qualité           |
| ---------------------------------------- | -------------- | ---------------------------- | --------- | ----------------- |
| 4 mai 1898                               | 1934           | Henri Pichot de la Marandais |           | Agriculteur       |
| Les données manquantes sont à compléter. |                |                              |           |                   |
| ?                                        | septembre 1999 | Joseph Aleixandre            |           |                   |
| septembre 1999                           | juillet 2020   | Marie-Claire Beauvais Guérin | SE        | Agricultrice      |
| juillet 2020                             | En cours       | Florence Pilliard            | SE        | Salariée agricole |

Le conseil municipal est composé de sept membres (pour onze sièges) dont le maire et un adjoint.

## Démographie
L'évolution du nombre d'habitants est connue à travers les recensements de la population effectués dans la commune depuis 1793. Pour les communes de moins de 10 000 habitants, une enquête de recensement portant sur toute la population est réalisée tous les cinq ans, les populations de référence des années intermédiaires étant quant à elles estimées par interpolation ou extrapolation. Pour la commune, le premier recensement exhaustif entrant dans le cadre du nouveau dispositif a été réalisé en 2008.
En 2022, la commune comptait 132 habitants, en évolution de −14,84 % par rapport à 2016 (Orne : −3,21 %, France hors Mayotte : +2,11 %).
Saint-Germain-de-Clairefeuille a compté jusqu'à 479 habitants en 1806.
| 1793 | 1800 | 1806 | 1821 | 1836 | 1841 | 1846 | 1851 | 1856 |
| ---- | ---- | ---- | ---- | ---- | ---- | ---- | ---- | ---- |
| 452  | 471  | 479  | 462  | 443  | 424  | 420  | 374  | 365  |

| 1861 | 1866 | 1872 | 1876 | 1881 | 1886 | 1891 | 1896 | 1901 |
| ---- | ---- | ---- | ---- | ---- | ---- | ---- | ---- | ---- |
| 355  | 316  | 342  | 329  | 294  | 283  | 313  | 296  | 307  |

| 1906 | 1911 | 1921 | 1926 | 1931 | 1936 | 1946 | 1954 | 1962 |
| ---- | ---- | ---- | ---- | ---- | ---- | ---- | ---- | ---- |
| 282  | 267  | 272  | 323  | 332  | 284  | 284  | 285  | 266  |

| 1968 | 1975 | 1982 | 1990 | 1999 | 2006 | 2008 | 2013 | 2018 |
| ---- | ---- | ---- | ---- | ---- | ---- | ---- | ---- | ---- |
| 263  | 200  | 150  | 162  | 164  | 162  | 162  | 167  | 137  |

| 2022 | - | - | - | - | - | - | - | - |
| ---- | - | - | - | - | - | - | - | - |
| 132  | - | - | - | - | - | - | - | - |

## Lieux et monuments
- Église Saint-Germain (XVe siècle). La clôture du chœur du XVIe siècle peinte de scènes de la vie du Christ est classée à titre d'objet aux Monuments historiques[32].
- Vestiges du château fort du Bois-Geffray (XIVe).
- Motte castrale du château de Clairefeuille (XIe).
- Manoir du Mesnil (XVIe).
- Manoir des Orgeries (XVIIIe).
- Manoir et haras de la Boutonnière (XVIIe).

## Personnalités liées à la commune
- La « bande à Moizo », gang célèbre à l'époque de la Libération, condamné en 1947 par la cour d'assises d'Alençon, notamment pour l'attaque nocturne du manoir du Mesnil à Saint-Germain-de-Clairefeuille (juillet 1944), tuant le châtelain, le comte de Cordoüe et l'un de ses hôtes, monsieur Aubriet[33].
- La mère de Marie Duplessis (dont la courte vie a inspiré La Dame aux camélias), Marie Deshayes, était originaire de la commune.